# المبادرة العالمية للربو

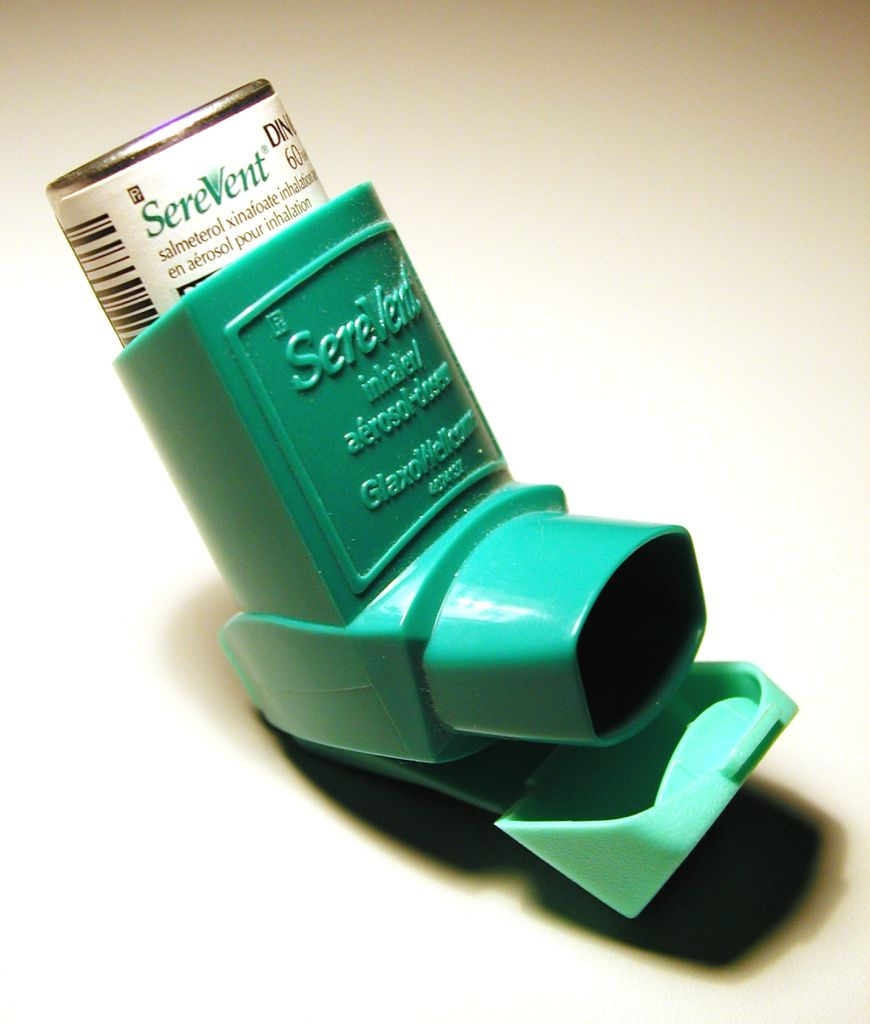

المبادرة العالمية للربو (GINA) هي منظمة إرشادات طبية تعمل مع مسؤولي الصحة العامة وأخصائيي الرعاية الصحية في جميع أنحاء العالم للحد من انتشار الربو والاعتلال والوفيات. تم إطلاق GINA في عام 1993 بالتعاون بين المعهد القومي للقلب والرئة والدم والمعاهد الوطنية للصحة ومنظمة الصحة العالمية.

## الوظيفة
تجري GINA مراجعة مستمرة للمنشورات العلمية حول الربو وهي رائدة في نشر المعلومات حول رعاية مرضى الربو. وتنشر موارد مثل الإرشادات المبنية على الأدلة لإدارة الربو، وتدير مناسبات خاصة مثل اليوم العالمي للربو. يتم استخدام إرشادات GINA ، التي يتم مراجعتها كل عام، من قبل الأطباء في جميع أنحاء العالم.

## الروابط الخارجيه
- Link to the GINA asthma website